# On Moonlight Bay
On Moonlight Bay is een Amerikaanse musicalfilm in Technicolor uit 1951 onder regie van Roy Del Ruth. De film is losjes gebaseerd op een reeks verhalen geschreven door Booth Tarkington in 1914.

## Verhaal
De film speelt zich af in een klein dorpje in Indiana in de jaren '10. Bankier George voedt samen met zijn vrouw Alice twee kinderen op, de inmiddels volwassen dochter Marjorie en de ondeugende zoon Wesley. De familie is onlangs verhuisd naar een groter huis, tot groot ongenoegen van huishoudster Stella, die haar handen vol heeft aan de kwajongensstreken van Wesley. Marjorie raakt smoorverliefd op haar buurjongen William Sherman, die studeert aan de Universiteit van Indiana. Om hem te imponeren ondergaat ze een transformatie van tomboy naar deftige jongedame. Ze is onder de indruk van zijn moderne opvattingen: hij gelooft niet in het huwelijk en verzet zich tegen het kapitalisme. 
Vanwege deze opvattingen is vader George groot tegenstander van de relatie en is blij wanneer William terugkeert naar de universiteit. Hij hoopt dat Marjorie een date met de ideale schoonzoon Hubert Wakely accepteert, maar Marjorie heeft geen interesse in hem. Wanneer de Eerste Wereldoorlog uitbreekt en William wordt opgeroepen door het leger, lijkt hun relatie gedoemd te falen.

## Rolverdeling
| Acteur             | Personage                        |
| ------------------ | -------------------------------- |
| Doris Day          | Marjorie Winfield                |
| Gordon MacRae      | William "Bill" Sherman           |
| Billy Gray         | Wesley Winfield                  |
| Smilin' Jack Smith | Hubert Wakely                    |
| Leon Ames          | George Wadsworth Winfield        |
| Rosemary DeCamp    | Alice Winfield                   |
| Mary Wickes        | huishoudster Stella              |
| Ellen Corby        | schooljuffrouw Miss Mary Stevens |
| Esther Dale        | tante Martha (ongenoemd)         |

## Productie
In de verhalen waar de film op is gebaseerd lag de focus op de avonturen van de jongste zoon Wesley. Jack L. Warner wilde met de verfilming nadruk leggen op de talenten van Doris Day en droeg de scenarioschrijvers op om van Marjorie de hoofdpersoon te maken.
De draaiperiode was van januari tot en met maart 1951. In maart kreeg regisseur Roy Del Ruth de griep en werd tijdelijk vervangen door Raoul Walsh.
Doris Day noemde deze film in haar latere leven als een van haar favoriete films om op te nemen.

## Ontvangst
De film was een overweldigend groot commercieel succes in de Verenigde Staten en kreeg positieve kritieken van de pers. Het succes was de aanleiding voor een vervolgfilm, By the Light of the Silvery Moon (1953). In Nederland was de pers verdeeld over de musicalfilm. De recensent van Het Vrije Volk noemde de film "gezellig, soms werkelijk grappig". Criticus van Het Parool schreef dat men met deze film "wordt getrakteerd" op "het teder-guitige, [..] een heel zoet eitje, dat smelt in de mond".
Recensent van De Waarheid noemde de film daarentegen "een wat zouteloze geschiedenis met was valse sentimentaliteit zo nu en dan, maar gelukkig met wat vermakelijk tegengif in de figuur van een ontwapende kwajongen. Had regisseur Roy del Ruth dit ventje niet in dit technicolor-prentenboek laten grasduinen, dan was het zeker, ondanks alle charmes van Doris, ongenietbaar geweest." Ook criticus van het Algemeen Dagblad schreef Doris Day wel eens in een betere film te hebben gezien: "Het trage verhaal geeft haar overigens niet veel kans zich te ontplooien ten eigenlijk is een ingelast stukje stomme film het amusantst van alles."